# 사회 경제적 지위

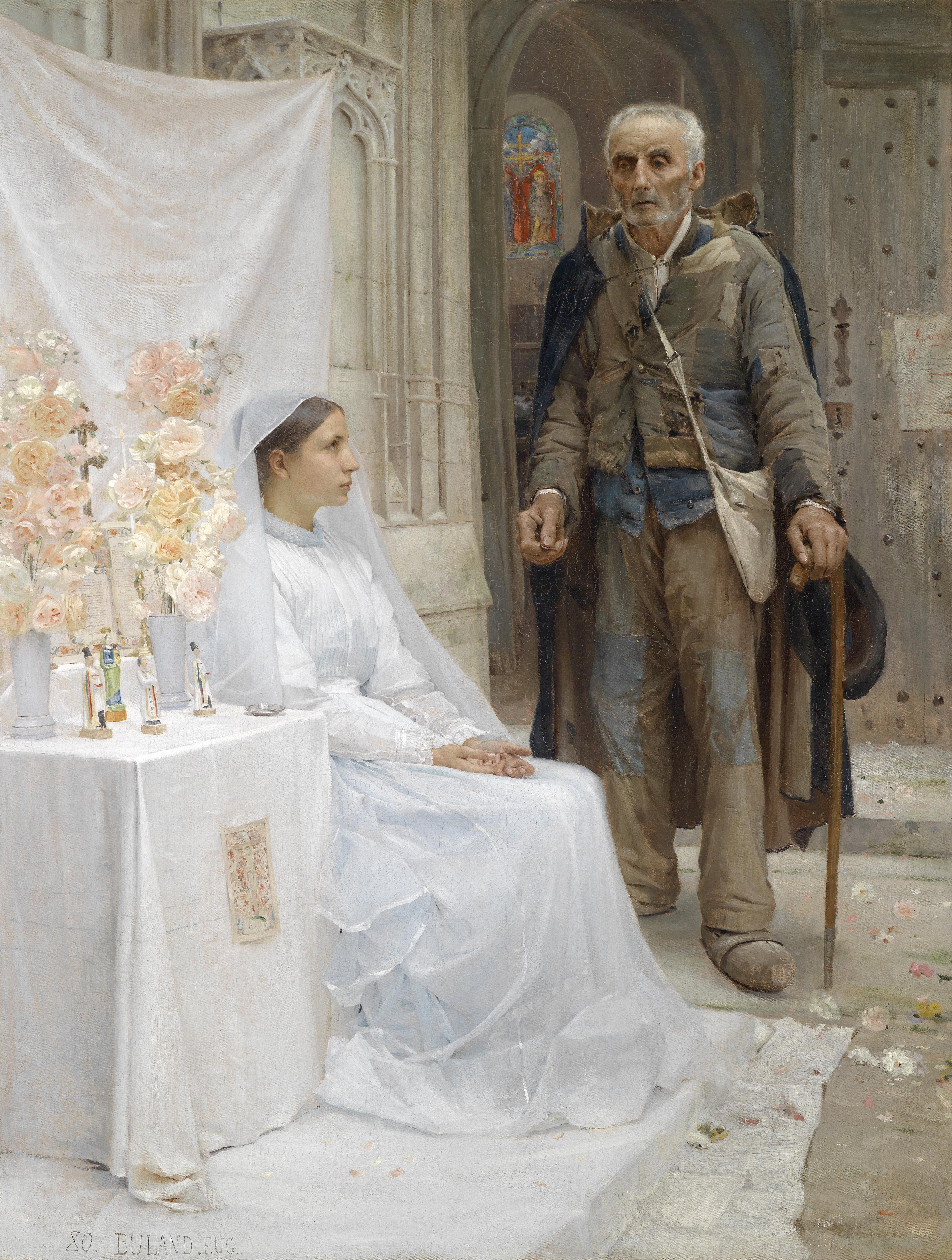
1880년 Jean-Eugène Buland의 그림은 사회 경제적 지위의 극명한 대조를 보여줍니다.

사회경제적 지위(Socioeconomic status, SES)는 개인의 직장 경험 및 타인과 관련된 개인 또는 가족의 경제적 사회적 지위에 대한 경제적, 사회적 총체적 척도이다. 가구의 SES를 분석할 때 가구소득, 소득자 교육, 직업 및 총소득을 조사하는 반면 개인의 SES는 자신의 속성만 평가한다. 그러나 SES는 사회 전체의 경제적 차이를 묘사하는 데 더 일반적으로 사용된다.
사회경제적 지위는 일반적으로 가족이나 개인이 속할 수 있는 세 가지 단계를 설명하기 위해 세 가지 단계(높음, 중간, 낮음)로 나뉜다. 가족 또는 개인을 이러한 범주 중 하나에 포함시킬 때, 세 변수(소득, 교육 및 직업)의 일부 또는 전부를 평가할 수 있다.
상위 사회경제적 가정의 교육은 일반적으로 가구 내에서뿐만 아니라 지역사회에서도 훨씬 더 중요하다. 식량, 주거지, 안전이 최우선인 빈곤 지역에서 교육은 뒷전으로 밀릴 수 있다. 청소년 관객들은 특히 원치 않는 임신, 약물 남용, 비만과 같은 미국의 많은 건강 및 사회 문제들에 대해 위험에 처해 있다.
또한, 저소득과 교육은 호흡기 바이러스, 관절염, 관상동맥질환, 정신분열증 등 다양한 신체 및 정신 건강 문제를 잘 예측하고 있는 것으로 나타났다. 이러한 문제들은 직장 내 환경적 조건 때문일 수도 있고, 장애나 정신 질환의 경우, 처음에 그 사람의 사회적 곤궁의 전체 원인이 될 수도 있다.

## 중요한 요소

### 수입
소득은 임금, 급여, 이익, 임대료 및 수령한 소득의 흐름을 말한다. 소득은 실업이나 근로자의 보상, 사회 보장, 연금, 이자 또는 배당, 로열티, 신탁, 위자료 또는 기타 정부, 공공 또는 가족 재정 지원의 형태로도 나타날 수 있다. 그것은 또한 복권이나 다른 게임이나 상으로 상금이 주어지는 경연대회와 같은 금전적인 당첨으로부터도 나올 수 있다.
소득은 상대적, 절대적 두 가지 용어로 볼 수 있다. 경제학자인 존 메이나드 케인즈가 이론화한 절대소득은 소득이 증가할수록 소비도 늘어날 관계이지만 같은 비율은 아니다. 상대소득은 타인과 관련된 가구소득을 기준으로 개인 또는 가족의 저축과 소비를 나타낸다. 소득은 대부분의 개인에 대해 비교적 쉽게 계산할 수 있기 때문에 SES에서 일반적으로 사용되는 척도이다.
소득 불평등은 지니계수에 의해 세계에서 가장 흔하게 측정되는데, 여기서 0은 완벽한 평등에 해당하고 1은 완벽한 불평등을 의미한다. 저소득층은 눈앞의 필요에 집중하고 미래 세대에 물려줄 부를 축적하지 않아 불평등이 심해진다. 소득과 지출이 많은 가정은 부를 축적하고 즉각적인 요구를 충족시키는 데 집중할 수 있으며 사치품과 날씨 위기를 소비하고 즐길 수 있다.

### 교육
교육은 수입에도 중요한 역할을 한다. 중간 소득은 각 교육 수준에 따라 증가한다. 도표에 나와 있는 바와 같이, 최고 학위, 전문 학위, 박사 학위는 가장 높은 주급을 버는 반면, 고등학교 졸업장이 없는 학위는 더 적은 돈을 번다. 높은 수준의 교육은 더 나은 경제적, 심리적 결과와 관련이 있다.
교육은 낮은 SES에서 높은 SES를 가진 사람들을 계층화하는 특정 자질뿐만 아니라 직업을 얻기 위한 기술에서 중추적인 역할을 한다. 아네트 라로는 중산층 부모가 통제된 조직적 활동을 통해 자녀 교육과 발전에 적극적인 역할을 하고 토론을 장려함으로써 자긍심을 키우는 화합적 육성에 대해 이야기한다. 로렌은 소득이 적은 가정이 이 운동에 참여하지 않아 자녀들이 구속감을 갖게 된다고 주장한다. 연구에서 주목한 흥미로운 관찰은 하위 SES 가구의 부모는 상호작용에서 자녀에게 명령을 내릴 가능성이 높은 반면, 상위 SES를 가진 부모는 자녀와 상호작용하고 놀 가능성이 높다는 것이다. 따라서 자녀양육의 이 두 가지 차이에서 교육성취도분열이 생긴다. 연구는 하위 SES 가정에서 태어난 아이들이 상위 SES 가정에서 자란 아이들에 비해 언어 능력이 얼마나 약한지를 보여주었다. 이러한 언어 능력은 학습 능력에 영향을 미치며, 따라서 SES 수준이 낮은 지역과 높은 지역 간의 교육 격차 문제를 악화시킨다. 저소득 가정은 중산층 자녀들의 수준을 계승하지 못하는 아이들을 가질 수 있는데, 그들은 더 큰 권리 의식을 가질 수 있고, 더 논쟁적이 될 수 있고, 성인 생활에 더 잘 대비할 수 있다.
연구에 따르면 SES가 낮은 학생들은 더 높은 SES의 학생들과 비교했을 때 학업 성취도가 더 낮고 더 느린 것으로 나타났다. 교사들이 수업과 SES를 바탕으로 학생들에 대한 판단을 할 때, 그들은 학생들이 학업 성취를 위한 동등한 기회를 갖지 못하도록 하는 첫 번째 조치를 취하고 있다. 교육자들은 가난이라는 오명을 극복하도록 도울 필요가 있다. 낮은 SES와 낮은 자존감을 가진 학생이 교육자들에 의해 강화되어서는 안 된다. 교사들은 학생들을 SES 그룹의 구성원이 아닌 개인으로 볼 필요가 있다. 이런 식으로 학생을 바라보는 교사들은 특정 SES 그룹의 학생들에 대해 편견을 갖지 않도록 도울 것이다. 교육의 수준을 높이는 것은 학생들의 성취도에 평등을 만드는 데 도움을 줄 수 있다. 교사들은 가르치는 내용을 학생들의 사전 지식과 연관시키고 실제 경험들과 연관시켜 성취도를 높일 수 있다. 교육자들은 또한 개방적이고 수업과 SES의 차이점에 대해 토론할 필요가 있다. 모든 사람이 SES에 대해 교육받고 이해하며 공개적으로 말할 수 있어야 한다.

### 직업
SES의 한 구성 요소로서 직업적 특권(occupational prestige)은 소득과 학력(educational attainment)을 모두 포함한다. 직업적 지위는 직업과 직업 범위에 따라 달라지는 직업 및 소득 수준을 획득하는 데 필요한 교육적 성취도를 반영한다. 또한 작업에 필요한 기술 성취도를 보여준다. 직업적 지위는 직무 특성, 의사 결정 능력 및 통제력, 직무에 대한 심리적 요구를 설명함으로써 사회적 지위를 측정한다.
직업이란 매우 많은 것이 존재하고 경쟁 척도가 매우 많기 때문에 측정하기가 가장 어려운 요소이다. 많은 척도가 비숙련 노동에서 숙련 육체 노동에 이르기까지 관련된 기술 수준에 따라 직업의 순위를 매기거나 필요한 교육 수준과 관련된 소득을 사용하여 결합된 척도를 사용한다.
요약하면, 대다수의 연구원들은 소득, 교육 및 직업을 함께 사용하는 것이 SES를 가장 잘 나타낸다는 데 동의하고, 일부 다른 연구원들은 가족 구조의 변화도 고려해야 한다고 생각한다. SES는 학생들의 인지 능력과 학업 성공에 영향을 미친다. 몇몇 연구원들은 SES가 학생들의 능력에 영향을 미친다는 것을 발견했다.

## 기타 변수

### 부
미국 내 숭자산 부 분배고(2007). 하위 20%는 대부분 빚으로 인해 순이익이 적자이다. 2014년까지 빈부격차는 심화되었다.
부의 집합, 즉 경제적 비축물 또는 자산은 가계의 비상사태에 대처하거나 경제적 충격을 흡수하거나 편안하게 살 수 있는 수단을 제공하는 안전의 원천을 제공한다. 부는 소득과 저축의 축적뿐만 아니라 세대 간 변화를 반영한다.
소득, 나이, 결혼 여부, 가족 규모, 종교, 직업, 그리고 교육은 모두 부의 달성을 위한 예측 변수이다.
빈부격차는 소득 불평등과 마찬가지로 미국에서 매우 크다. 소득 격차와 제도적 차별에 따른 성과 차이 때문에 인종 간 빈부 격차가 존재한다. 토마스 샤피로에 따르면, 저축의 차이, 상속 요인, 그리고 주택 시장의 차별은 인종 간의 재산 격차를 초래한다. 샤피로는 저축이 소득 증가에 따라 증가한다고 주장하지만, 흑인은 유럽계 미국인(백인)보다 훨씬 적게 벌기 때문에 여기에 참여할 수 없다. 게다가, 아프리카계 미국인들과 유럽계 미국인들 사이에 상속율은 극적으로 다르다. 한 사람이 평생 동안 또는 죽은 후에 물려받은 양은 두 명의 다른 개인이나 가족 사이에 서로 다른 출발점을 만들 수 있다. 이러한 다른 출발점들은 주거, 교육, 고용 차별에도 영향을 미친다. 샤피로가 인종적 재산 격차를 위해 제공하는 세 번째 이유는 흑인들이 직면해야 할 주택시장의 적자와 금리 인상과 같은 다양한 차별 때문이다. 이러한 종류의 차별은 아프리카계 미국인들이 출발점이 다르고 따라서 자산이 더 적은 또 다른 이유들로 이어진다.

## 영향

### 건강
최근, 경제적 불평등과 인구의 건강과의 관계에 대한 역학자들의 관심이 증가하고 있다. 사회경제적 지위는 오랫동안 건강과 관련이 있었고, 사회적 계층이 높은 사람들은 일반적으로 아래 사람들보다 더 나은 건강을 누린다. 사회경제적 지위는 건강 불평등의 중요한 원천이다. 남성 동성애자를 제외하고 사회경제적 지위와 건강 사이에 매우 강력한 양의 상관관계가 있기 때문이다. 이 상관관계는 가난한 사람들이 다른 모든 사람들이 건강할 때 아픈 경향이 있을 뿐만 아니라, 사회-경제적 사다리 위에서 아래로, 건강 상태와 관련된 지속적인 변화가 있다는 것을 암시한다. 낮은 사회경제적 지위를 가진 부모들은 많은 건강관리 자원을 감당할 수 없다. 이것이 그들의 아이들이 치료의 부족으로 인해 더 나은 병을 갖게 될 수 있는 이유이다. 이러한 현상은 흔히 "SES 구배" 또는 세계보건기구에 따르면 "사회 구배"라고 불린다. 낮은 사회 경제적 지위는 만성 스트레스, 심장 질환, 궤양, 제2형 당뇨, 류마티스 관절염, 특정 유형의 암, 조기 노화와 관련이 있다.
리차드 G와 같은 다른 연구자들. 윌킨슨, J. 린치, 그리고 GA. 캐플란은 사회경제적 지위가 경제적 자원과 건강 관리에 대한 접근을 통제할 때에도 건강에 큰 영향을 미친다는 것을 발견했다. 사회적 지위와 건강을 연관 짓는 것으로 가장 유명한 것은 화이트홀 연구이다. 화이트홀은 런던에서 공무원을 대상으로 한 일련의 연구이다. 이 연구는 비록 영국의 모든 공무원들이 건강 관리에 동일한 접근성을 가지고 있지만, 사회적 지위와 건강 사이에는 강한 상관관계가 있다는 것을 발견했다. 이 연구는 이러한 관계가 운동, 흡연, 음주 등 건강에 영향을 미치는 습관을 통제할 때에도 강하게 유지된다는 것을 발견했다. 게다가, 아무리 의학적 치료를 많이 해도 제2형 당뇨나 류머티스 관절염에 걸릴 가능성을 줄이는데 도움이 되지 않는다고 알려져 있다. 그러나 두 가지 모두 낮은 사회경제적 지위를 가진 사람들 사이에서 더 흔하다.

### 정치 참여
정치학자들은 SES와 정치 참여 사이에 일관된 관계를 구축했다.

## 심리적

### 언어 발달

#### 가정 환경
사회경제적 지위가 낮은 아동의 환경은 높은 아동의 환경에 비해 부모와의 대화가 적고, 최소한의 독서를 하며, 아동과 성인의 동일한 대상이나 사건에 대한 공통 관심(joint attention) 사례가 거의 없다는 특징이 있다. 반대로, 높은 SES 가정의 유아들은 더 많은 아동 지향적 연설(child-directed speech)을 경험한다. 10개월 동안, 사회경제적 지위가 높은 아동들은 낮은 아동들보다 평균 400개의 단어를 더 많이 듣는다.
언어 능력은 사회경제적 지위의 기능으로서 매우 다르다. 예를 들어, 전문직 가정의 3세 아동의 평균 어휘 규모는 생활보조비를 받으며 생활하는 가정에 비해 2배 이상 크다.
저소득 가정의 아이들은 그들의 침실에서 미디어 접근성은 높았지만, 손에 들고 다닐 수 있는 놀이 기구에 접근할 수 있는 가능성은 고소득 아동에 비해 낮았다. 이는 결국 신체 활동에 대한 접근성에 있어, 낮은 사회경제적 배경의 어린이들이 사회경제적 지위가 높은 아동에 비해 불리한 상태에 처한다는 것을 말한다.

#### 부모와의 상호작용
부모로부터 주입되는 언어량 외에도, 사회경제적 지위는 한 가정의 양육 유형에 큰 영향을 준다. 이러한 다른 양육 스타일은 부모와 아이 간 대화를 통해 형성되는 상호관계의 어조나 목표를 형성한다. 예를 들어, 사회경제적 지위가 높은 부모들은 믿을만하고(authoritative) 관대한(permissive) 양육 유형이다. 이런 부모들은 아이에게 열린 결말의 질문(open-ended question)들을 자주 던져서 이후 아이의 말하기 능력을 성장시키게 한다. 반대로, 사회경제적 지위가 낮은 부모들은 권위적(authoritarian)인 유형에 가깝다. 부모와 아이의 대화는 아동의 반응과 대화의 발달을 억제하는 명령조(imperatives)와 예/아니오 질문(yes/no questions)이 주를 이룬다.
아이를 다루는 부모의 차이는 사회 내 각 그룹의 지위를따른다. 노동 계급은 힘이 적기에 직업 세계에서 복종적 위치에 있다. 사회 위계 내 위치는 서로 연관되어 있고 주위 환경에 적응할 수 있는 성격(personality)과 대인관계(interaction) 유형을 필요로 한다. 권위주의적 유형은 아동을 이러한 역할에 맞춰, 더욱 수용적이고 순응적인 성격을 요구한다. 따라서 사회경제적 지위가 낮은 부모는 가족의 위계 질서를 강조, 부모는 힘 구조 위에 서 있는데, 이는 구어 상에서의 상호작용을 형성한다. 이러한 힘의 차이는 사람들이 계급화되어 있고 권위에 질문을 던지는 것이 억제된 노동 계급 세계의 환경에 필적한다.
반대로, 사회경제적 지위가 높은 사람들은 더 큰 표현성을 필요로하는 높은 힘의 지위를 점한다. 사회경제적 지위가 높은 부모는 아이에게 자신의 주변 세계에 대하여 질문하도록 권장한다. 이러한 부모들은 아이에게 많은 질문을 하는 것 외에도, 아이에게 아이 자신에게 질문을 많이 하도록 장려한다. 사회경제적 지위가 낮은 부모와 반대로, 부모와 아이 사이의 힘의 불균등이 가정에 해가 된다고 생각한다. 대신 이들은 아이를 동등하게 대하기로 선택, 부모와 아이 간의 대화는 주고 받는 형태를 취한다. 이러한 상호작용은 아이로 하여금 더 큰 표현성을 요구하는 직업을 준비하는데 도움이 된다.

### 언어 습득의 차이
낮은 SES 아동과 높은 SES 아동의 언어 환경은 상당히 다르며, 이는 의미론, 구문론, 형태론 및 음운론과 같은 언어와 읽고 쓰는 능력 발달의 많은 측면에 영향을 미친다.

#### 의미론
의미론(semantics)은 단어나 구(phrase)의 의미에 관한 연구이다. 의미론은 어휘를 다루는데, 어휘는 사회경제적 지위에 영향을 받는다. 사회경제적 지위가 높은 아이들은 생후24개월의 경우 익숙한 단어들에 대한 처리가 보다 능숙하기 때문에 표현 어휘가 더 많다. 3세에 이르면 사회경제적 지위가 높고 낮은 아이들 사이에서 대화나 어휘의 발달 차이가 상당하다. 사회경제적 지위가 어휘에 끼치는 영향은 아동기에서 청소년기까지 이르며, 한 대형 연구에 의하면, 심지어 성년 초기에까지도 이른다. 공동 주의(joint attention)가 결여된 아동은 사회경제적 지위가 높은 또래에 비해 어휘 발달이 저조하다. 공동 주의와 독서는 아이의 어휘 성장에 있어 중요한 요소이다. 공동 주의와 함께, 한 아이와 어른은 같은 대상에 초점을 맞출 수 있으며, 이를 통해 아이는 단어들을 배치할 수 있다. 예를 들어, 아이가 밖으로 달려 나가는 개를 보고, 엄마는 개를 가리키며 "저기 봐봐, 멍멍이네."라고 말한다. 아이는 엄마가 가리키는 곳에 주의를 모으고 엄마가 가리킨 동물에 멍멍이라는 단어를 배치한다. 따라서 공동 주의는 아이의 단어 학습을 용의하게 한다.

#### 구문론
구문론(syntax)은 문장을 짓기 위하여 단어나 구를 정렬하는 것을 말한다. 사회경제적 지위는 문장 구조 생성에 영향을 준다. 22-44개월 아이의 단순 문장 구조(simple sentence structure) 생성은 사회경제적 지위에 따라 다양하지는 않지만, 사회경제적 지위가 낮으면 복합 문장 구조(complex sentence structure)에 어려움을 보인다. 복합 문장으로는 하나 이상의 동사구(verb phrase)가 있는 문장이다. 예를 들어, "나는 네가 앉기를 바라.(I want you to sit there.)"라는 문장에서 동사 want와 sit 두 개가 있고, 이에 따라 'want you to sit there'와 'sit there'라는 두 개의 동사구가 존재하게 된다. 단순 문장 구조는 일상에서 의무적인 것에서 잘 나타난다. 복합 문장 구조는 선택적이며, 환경이 뒷받침되는 경우에만 숙달될 수 있다.
사회경제적 지위가 낮은 아이의 구문 능력(sentence formation ability) 지체는 부모의 말하기를 통한 복합 구문에 노출되는 빈도가 상대적으로 드문 것에서 유래한다. 사회경제적 지위가 낮은 부모들은 아이에게 반응 유도 질문을 던지는 경우가 적다. 이는 아이에게 복합적인 발언 패턴을 연습할 기회를 제한한다. 대신 이런 부모들은 아이에게 더 직접적인 지시를 주는데, 이는 아이가 더 어려운 명사나 동사구의 획득하는데 있어 부정적인 영향을 준다고 밝혀졌다. 반대로 사회경제적 지위가 높은 가정에서는 아이에게 폭넓은 질문을 던져서 말하기 발달을 배양한다. 많은 질문에 노출시키는 것은 아이의 어휘 및 복잡한 명사구문 발달에 긍정적인 영향을 준다.

#### 형태론
단어들이 어떻게 모양을 갖추는지에 관한 연구인 형태론(morphology)을 아동이 이해하는 것 역시 사회경제적 지위와 관련있다. 사회경제적 지위가 높은 아동은 낮은 아동에 비해 (영어에서의) 명사나 형용사의 복수화(pluralization) 등의 문법 규칙 적용을 잘 한다. 명사를 복수화 한다는 것은 일부 명사의 경우 규칙적으로 명사 끝에 '-s'를 붙인다는 것, 그리고 1개 이상을 가리킨다는 것을 의미하지만, 또한 동시에 불규칙 복수형을 가지는 명사들은 다른 복수형을 가진다는 것을 이해하고 있다는 것도 포함되어 있다. 복수형 규칙 사용 방식을 학습하고 이해하는 것은 대화와 작문에 있어 중요한 도구이다. 예를 들어 1마리 이상의 개가 길을 가고 있을 경우, 'dog'에 '-s'를 붙여 'dogs'로 만들어 말하거나 작문해야 한다. 또한 연구에서는 명사나 형용사를 복수화할 수 있는 능력에서 보이는 격차는 연령이 높아지거나 학교 교육을 받는다 해서 줄어들지 않는데, 이는 사회경제적 지위가 낮은 아동들이 명사나 형용사를 복수화하는 반응 시간이 줄지 않기 때문이라고 밝혔다.

#### 음운론
음운론(phonology)에 대한 이해는 단어들이 저마다 다른 소리 단위들로 구성되어 있다는 것을 아는 능력으로, 역시 사회경제적 지위와 관련이 깊다. 초등 2~6학년 사이의 사회경제적 지위가 낮은 아동은 음운론에 대한 이해가 낮다고 보고되었다. 학년에 따라 음운 이해에서 발생하는 격차는 증가한다. 사회경제적 지위가 낮은 아동이 태어나기 전부터 음운에 대한 이해도가 낮은 상태에서 환경마저 음운 이해 능력 배양에 방해가 되는 경우, 이러한 격차는 더 큰 문제가 된다. 아동기 초기부터 음운에 대한 이해가 높은 아동은 사회경제적 지위에 영향을 받지 않는다.

#### 사회경제적 지위가 낮은 것의 긍정적 효과
사회경제적 지위가 낮은 아동들이 직면하는 문제점들에 대한 연구들이 대량으로 나오면서, 사회경제적 지위가 낮은 것에 관하여 아동발달연구자들이 연구 방향을 긍정적인 쪽으로 돌리고자 하는 움직임이 있다. 연구 목적은 저소득 가정 양육에 있어 보이는 강점이나 자산에 대하여 강조하고자 하는 데에 있다. 예를 들어, 미국 내에서 사회경제적 지위가 낮은 흑인 가정의 미취학 아동들은 구어 내러티브나 스토리텔링에 있어 강점을 보이는데, 이는 후에 읽기 능력에서 성과를 보이게 된다. 이러한 아동들은 사회경제적 지위가 상대적으로 높은 또래들에 비해 서사적 이해도가 높다. 2012년 이래로, 전환 및 지속 모델(Shift-and-persist model)에 관한 연구가 진행되어 왔다. 이는 사회경제적 지위가 낮은 가정에서 성장하는 아동들이 일반적인 직관과는 달리 건강 상태가 긍정적인 것에 대한 원인을 밝히고자 한다.

### 문해력 발달 정도
낮은 SES 아동과 높은 SES 아동 사이에 독서 성장의 차이가 존재하며, 이는 아동이 높은 학년으로 올라갈수록 더 커진다. 독해 성장을 테스트하는 읽기 평가에는 기본적인 읽기 기술(즉, 인쇄 친숙성, 글자 인식, 시작과 끝 소리, 운율, 단어 인식), 어휘(수용 어휘), 읽기 이해 능력(즉, 듣기 이해, 맥락에 맞는 단어)이 포함된다. 이 같은 독서 성장 격차는 유치원 봄과 초등학교 1학년 봄 사이에 뚜렷이 나타나고 있는데, 이 시기에는 아이들이 학교에서 책을 더 많이 읽고 부모에게 덜 의존하게 된다. 처음에, 높은 SES 어린이들은 낮은 SES 어린이들보다 더 나은 독자로 시작한다. 어린이들이 나이가 들수록, 높은 SES 어린이들은 낮은 SES 어린이들보다 읽기 성장률이 더 빠르게 증가한다. 이러한 초기의 독서 성과는 이후의 학문적 성공에 영향을 미친다. 아이들이 더 많이 뒤처질수록 따라잡기가 더 어려워지고 계속해서 뒤처질 가능성이 커진다. 학생들이 미국에서 고등학교에 입학할 때쯤, SES가 낮은 아이들은 읽기 성장에 있어서 SES가 높은 또래들보다 상당히 뒤처진다.

#### 가정 환경
가정 환경은 아동의 행복에 관한 주 요인 중 하나이다. 생활 조건이 열악한 가난한 집안에서 자란 아동은 질병과 부상이 잦을 가능성이 높다. 사회경제적 지위가 높고 낮은 아동의 가정 환경 내에서의 경험에서 보이는 격차는 읽기 능력에 영향을 준다. 가정 환경은 읽기 능력을 좌우하는 주 요인이다. 사회경제적 지위가 낮은 아동은 높은 아동에 비해 부모가 책을 읽어주는 경우가 드물고 집에 책이 더 적게 있다. 이는 유치원 입학 즈음으로 하여 사회경제적 지위가 낮은 아동이 높은 아동에 읽기 점수가 낮은 이유이기도 하다. 사회경제적 지위가 낮은 부모들 역시 아동의 학교 생활에 대한 관심이나 간여가 상대적으로 낮다. 많은 학생들이 집을 벗어나 학교에 가서 배운다는 것만이 문해 능력 성장의 유일한 결정인자는 아니다. 가정 내 부모의 양육 역시 감정적, 신체적, 정신적 건강에 중요한 역할을 발휘한다. 모든 것들은 학업에서의 성과에 있어서도 매우 중요하다. 이러한 사실에 대해 교육자들은 반드시 숙지해야 할 것인데, 지속적인 부모 양육 스트레스나 배움에 대한 접근과 같은 바운더리들은 학생의 문해 발달에 있어 중요한 영향을 끼치기 때문이다.
가정 환경은 유치원 초기  읽기 능력에서 발생하는 격차를 예측하는데 있어 가장 큰 단서가 된다. 가정 환경은 가정의 문해 환경과 부모의 학업 간여도 등을 특성으로 한다. 가정 문해 환경의 특성으로는 부모가 아동과 함께 책을 읽는 빈도, 아동이 학교 외에서 책을 읽는 빈도, 가족이 아동을 데리고 도서관에 방문하는 빈도가 있다. 부모의 학업 간여는 부모-교사 면담, 미국의 경우 학부모 교사 연합회(parent–teacher association, PTA) 모임 참석, 공개 수업 참관, 자원 봉사, 기금 모금 참여, 학교 행사 참여 등이 있다. 가족과 관련된 자원, 경험, 관계 등은 학생의 독해 수준이 유치원에서 처음 평가될 때 읽기 격차와 가장 관련 있다. 가정 요인이 아동의 초기 독해 수준에 끼치는 영향은 유치원 입학 전의 교육이 거의 없기 때문이다. 아이들은 자신의 읽기 능력 발달에 대하여 가족에게 주로 의존하기 때문이다.
사회경제적 지위는 트정 부모들이 타인에 대한 간여에 있어서도 중요한 역할을 발휘한다. 여러 가정들을 비교하였을 때, 사회경제적 지위는 부모가 수행하는 습관들에 영향을 주며, 그 결과로서 아동의 성취에 대한 강력한 예측 요인이 될 수 있다고 증명되었다. 부모 중 한 명이 아이의 독해 능력 발달에 간여하는 것은, 가난, 인종 혹은 민족 정체성, 가정 내 혹은 양육 스트레스, 그 부모의 교육 수준과 같은 인구학적 요인에 의해 압도된다. 연구를 통해, 학교 교육 외에도 부모들이 아동과 함께 읽기 관련 활동을 하면, 독해력, 문해력, 읽기에 대한 관심도, 언어 기술이 향상된다는 것이 밝혀졌다. 학생의 교육에 부모가 간여하는 것은 문해력 성취에 있어 큰 요소이지만, 부모의 양육 방식은 아동 발달 전반에 걸쳐 큰 영향을 끼친다. 이러한 부모의 간여는 부모가 처한 사회적 특혜나 부모가 견뎌야 하는 스트레스 정도, 특히 사회경제적 지위가 낮은 부모가 견뎌야 하는 스트레스에 따라 결정된다. 문해력은 기존의 불평등 수준이 높아지면서 더욱 두드러졌다. 연구들은 가족 과정(Family Processes, 양육 스트레스 및 훈육 관습 포함), 사회-정서적 준비성(Social-Emotional Readiness, 학습 및 자기 통제에 대한 접근 정도 포함), 문해력(Reading Literacy) 간의 관계를 발견하였다. 일견 무관해 보이지만, 한쪽 부모가 아이들 및 아이들의 가정 내 학습과 상호작용하는 것은 학교 내에서의 아동의 문해력 성장이 얼마나 잘 되는지에 관한 단계를 설정하게 된다.
코로나19 범유행으로 인하여 원격 학습이 시행되면서, 학생이나 아동들의 문해 성취력 격차는 더욱 뚜렷해졌다. 온라인 학습이 진행되기는 하였지만 적절한 학교 교육을 받지 못한데다, 아동 활동에 대한 부모의 간여도나 실외 놀이 활동마저 줄어들면서, 이러한 점들이 아동의 문해 수준에 악영향을 끼쳤다. 코로나19 범유행 기간 동안 저소득층 혹은 중간층 가정의 취업 변동률이 가장 높았는데, 여기에는 실업, 노동 시간 및 급여 감소 등이 있다. 이와 같은 거대한 역사적 사건은 기존의 불평등을 노출시키고, 학생들에게는 부정적인 영향을 끼친다. 미국노동부(US Department of Labor)는 팬데믹 기간 동안의 임시 해고(layoff)는 흑인, 라틴계, 저소득층 노동, 여성 등 소수집단에 대한 가장 큰 영향을 끼쳤다고 공표했다. 이는 아이들 역시 이와 같은 격차를 겪고 있다는 것을 의미한다. 미국상무부(US Department of Commerce)의 2013년 한 보고에 의하면, 흑인 인구 중 55%, 농촌 인구 중 58%만이 가정에서 인터넷을 사용할 수 있다. 반면 백인 인구 중 74%, 아시아계 인구 중 81%가 가정에서 인터넷을 안정적으로 사용할 수 있었다. 2013년 보고와 2020년 상황을 비교하면 다르지 않다. 학생들 역시 여전히 '디지털 격차(digital gap)', 인터넷이나 첨단 기기 이용의 불평등을 경험하고 있다. 책이나 디지털 도구 등 적절한 자원을 집에서 이용하지 못함으로써, 학생들은 특권층 급우들에 비해 문해력이 떨어질 수 있다.
가정의 사회경제적 지위는 여름방학동안 문해력 발달과도 관련있다. 사회경제적 지위가 높은 가정의 학생은 유치원 이후에도 독해 능력 성장을 지속할 수 있음, 사회경제적 지위가 낮은 가정의 학생은 수준 독해력 발달이 상당히 뒤처진다. 게다가, 미국 내에서는 흑인이나 히스패닉 학생들이 백인 학생들에 비해 사회경제적 지위가 낮은 가정 출신인 경우가 많기 때문에, 'summer setback', 즉 여름방학 동안 발생하는 학생의 학습 저하 현상이 이들 학생들에게 편중되어 나타난다. 또한 학교가 방학에 들어가면 사회경제적 지위가 낮은 가정들에서는 문해 능력 성장에 필요한 적절한 자원이 없어지게 된다. 긴 여름방학 후, 중산층과 저소득층 학생 간의 문해력 격차는 3달 정도 차이가 난다. 이러한 격차는 시간이 지나면서 더욱 악화되며, 방학동안 상실되는 학업 능력이나 기술의 양은 상당하다. 이러한 문제들을 대처하고, 사회경제적 지위가 낮은 학생들이 공동체에서 경험하는 불이익의 악순환을 대처하기 위한 해결책을 마련하는데 있어 이는 특히 중요하다. 연구에 의하면, 여름방학동안 학생들에게 책을 제공함으로써, 읽기 성취는 초등학생들을 상당히 향상시킬 수 있다. 특히, 학생이 직접 고른 책을 방학동안 읽게 함으로써, 읽기 단절을 극복할 수 있다. 학생들 대부분은 좌절하고 동기부여가 줄어들며 더 뒤처지게 된다. 기회를 통해 용기를 부여함으로써, 문해력 발달에 있어 성취를 이룰 가능성이 더 높다.

### 비언어적 행동에 미치는 영향
『Psychological Science』 2008년 12월호에 발표된 연구에서, 크라우스(Michael Kraus)와 켈트너(Dacher Keltner)는 사회경제적 지위가 높은 부모의 자녀들은 낮은 사회경제적 지위의 또래들보다 더 많은 이탈 행동(disengagement behavior)을 표현하는 경향이 있다는 것을 발견했다. 이러한 맥락에서, 이탈 행동에는 자가 손질(self-grooming), 근처 물체 만지작거림, 연설을 듣는 중에 낙서 등이 있다. 반면, 참여 행동(engagement behavior)에는 고개 끄덕임, 눈썹 치켜세움, 웃음, 상대방을 바라보는 시선 등이 있다. 이 신호들은 파트너에 대한 관심 및 관계를 깊게 하고 강화하려는 욕구를 나타낸다. 사회경제적 지위가 낮은 참가자는 대화 상대에게 더 많은 참여 행동을 표현하는 반면, 사회경제적 지위가 높은 참가자는 이탈 행동을 더 많이 보였다. 저자들은 사회경제적 지위가 상승하면서 자신의 요구를 충족시키는 능력도 증가한다고 가설을 세웠다. 이로 인해 독립의 느낌이 더 커질 수 있으며, 사회경제적 지위가 높은 사람은 대화 파트너의 장래 도움이 필요하지 않을 가능성이 높기 때문에 대화 파트너와 라포르(rapport)를 쌓는 경향이 덜할 수 있다.

## 부유층과 빈민층
집안이 부유할수록 고학력자가 많으며 가난할 수록 저학력자가 많다는 사실도 통계청 조사로 발표되었다. 한편 엘리트에 부유한 계층인 정치인, 기업가, 법조인과는 반대되게 꼴통 직종인 연예인, BJ의 경우 대부분 저학력자, 가난한 계층으로 확인되었는데 이들은 기본적인 상식 조차 갖추지 않고 관종스러운 관심을 받으면서 더러운 행실과 추악한 추대를 일으켜 국민들의 공분을 산다.

## 같이 보기
- 사회적 박탈